# Mirko Jamnik
Mirko Jamnik, slovenski ekonomist, * 7. september 1918, Dravograd, † 14. avgust 1987, Beograd.
Jamnik je leta 1953 diplomiral na beograjski ekonomski fakulteti in prav tam 1970 tudi doktoriral. V začetku je bil zaposlen v vojaški industriji, od leta 1961 do 1966 pa na Skupnosti jugoslovanskih železnic, nato je bil direktor republiškega zavoda za cene in nato še direktor Zavoda za raziskavo tržišča v Beogradu. Po ustanovitvi Instituta za ekonomsko diagnozo in prognozo leta 1975 pri VEKŠ v Mariboru je bil sprva njegov pogodbeni delavec, nato pa izredni (1975) in nato redni profesor (1978).